# Schönbuchlichtung
Die sogenannte Schönbuchlichtung ist eine Region nördlich des Naturparks Schönbuch in Baden-Württemberg. Die Orte Altdorf, Hildrizhausen, Holzgerlingen, Weil im Schönbuch, Schönaich, alle Landkreis Böblingen und Dettenhausen, Landkreis Tübingen liegen auf der Schönbuchlichtung, an die sich weiter nördlich die Filderebene anschließt.
Bereits zu keltischer Zeit dürfte die Schönbuchlichtung weitgehend gerodet gewesen sein. Für eine ökologische Wiederaufforstung fehlt noch jede Planung.
Hier liegen nördlich des aus Keuper aufgebauten Schönbuchs noch die untersten Schichten des Schwarzjura über den Keuperschichten. Auf dieser Schicht hatte sich in der Eiszeit wiederum Löss abgelagert, wodurch fruchtbare Böden entstanden. Deshalb wurde hier der Wald sehr früh gerodet, um Ackerbau zu betreiben.
Der Begriff Schönbuchlichtung wird allerdings nicht immer in einheitlicher Weise verwendet, manchmal werden die Orte 
Waldenbuch und Steinenbronn im Osten und Ehningen, Gärtringen und Nufringen im Westen mit einbezogen.